# Pi del Torrent de la Molinera
El Pi del Torrent de la Molinera (Pinus pinea) és un pi pinyer que es troba al Parc de la Serralada Litoral.

## Entorn
L'indret on es troba sembla propiciar els grans arbres, ja que n'hi ha tres més a pocs metres: es tracta de la Surera de la Molinera i les dues sureres veïnes. L'entorn, net i agradable, està ocupat per un alzinar jove que segurament esdevindrà un dels més compactes del Parc de la Serralada Litoral.

## Aspecte general
Presenta un aspecte robust i saludable, un tronc rectíssim i una capçada plena. Amb un tronc de 0,99 metres de diàmetre, una capçada de 19 m de diàmetre i una alçària de 20 m, no és el preponderant en cap d'aquestes mides, però en conjunt es pot considerar com el més potent i equilibrat de tots. Malauradament, les alzines que l'envolten no permeten veure'l aïllat i gaudir de la seua estampa.

## Accés
És ubicat a Vilassar de Dalt: situats a la Surera de la Molinera, entrem al bosc en direcció NO i comencem a baixar. A 20 i 50 metres respectivament trobarem dues grans sureres i a 70 m aquest pi. Coordenades: x=4447555 y=4596803 z=387.